# Roadrunner (chanson des Modern Lovers)
Pour la chanson de Bo Diddley, voir Road Runner (chanson).
Pour les articles homonymes, voir Roadrunner.
Roadrunner est une chanson écrite par l'auteur-compositeur-interprète américain Jonathan Richman. Enregistrée en 1972 par son groupe The Modern Lovers, elle n'a été publiée que plus de trois ans après, sur l'album post-séparation intitulé simplement The Modern Lovers (sorti sur le label Beserkley Records en août 1976).
La chanson est également sortie en single crédité à « Jonathan Richman and The Modern Lovers » (sur le label Beserkley Records en octobre 1976). Elle n'est pas entrée dans les charts américains,.
En 2004, Rolling Stone a classé cette chanson, dans la version originale des Modern Lovers, 269e sur sa liste des « 500 plus grandes chansons de tous les temps ». (En 2010, le magazine rock américain a mis à jour sa liste, maintenant la chanson est 274e.)

## Composition
La chanson a été écrite par Jonathan Richman à dix-huit ans alors qu'il faisait l'aller-retour Boston-New York pour voir ses héros du groupe The Velvet Underground.
L'enregistrement des Modern Lovers de 1972 a été produit par John Cale (membre du Velvet Underground de 1965 à 1968).

## Reprises
La chanson a été notamment reprise par les Sex Pistols sur leur album The Great Rock 'n' Roll Swindle sorti en 1979.